# Museu Diocesà de Menorca

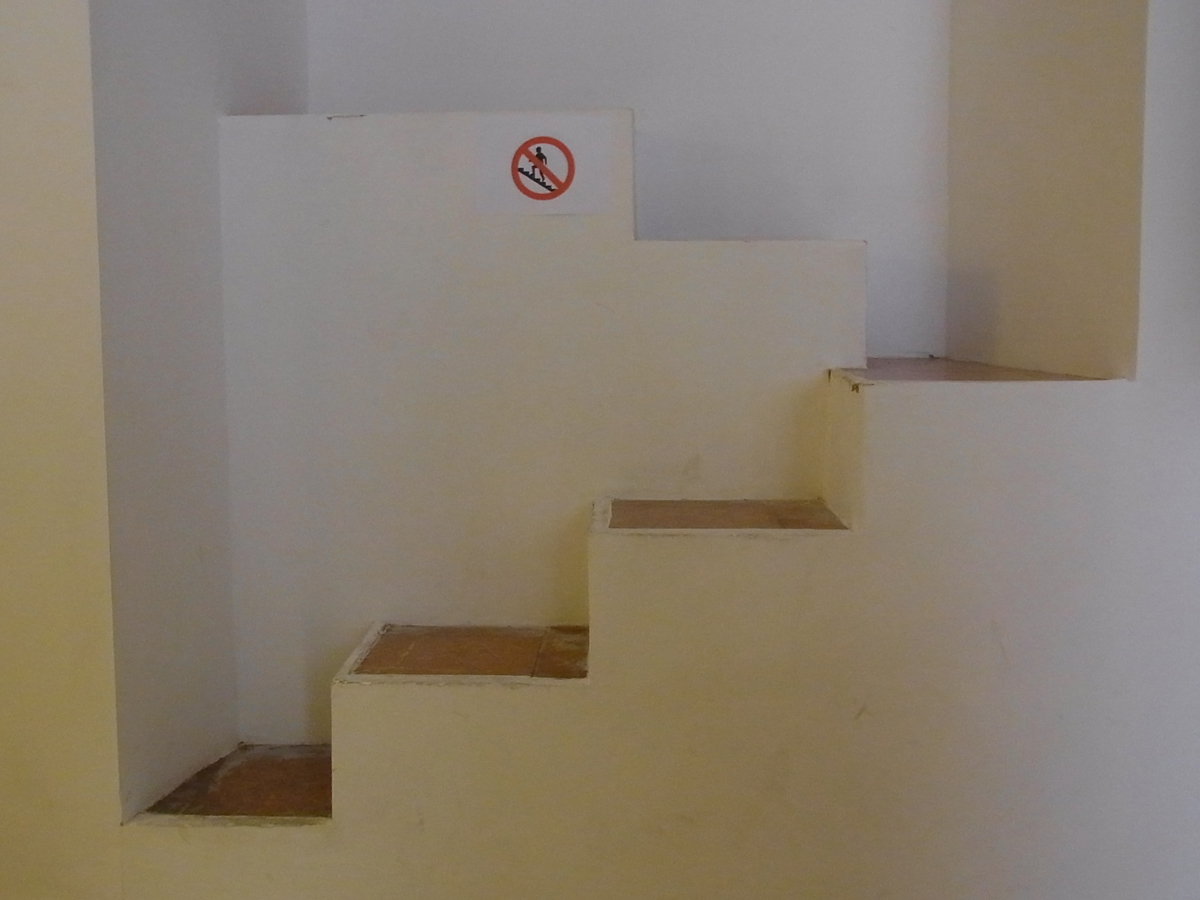
Unbenutzbare Treppe

Museu Diocesà de Menorca (Diözesanmuseum von Menorca) ist ein kirchliches historisches Museum in der Stadt Ciutadella auf der Baleareninsel Menorca.
Das im ehemaligen Kloster der Augustiner 1996 eröffnete Museum entstand aus den Sammlungen des ehemaligen Bischofs von Menorca, Manuel Mercader. Er legte bereits 1880 eine Sammlung für ein Archäologisches Museum der Diocesà de Menorca (Bistum Menorca) an.
Die Renaissancekirche Els Socors, mit Wandmalereien aus dem 18. Jahrhundert und der im Jahre 1793 von dem katalanischen Orgelbauer Josep Casas i Soler (1743–1802) gebauten Barockorgel sowie der Kreuzgang mit halbrunden Bögen, die von starken Säulen gestützt werden, sind ein Teil des im Barockstil errichteten Augustinerklosters aus dem 17. Jahrhundert und wurden in den Museumsrundgang integriert.
Das Museum bietet in den historischen Klosterräumen eine umfangreiche Ausstellung von vorgeschichtlichen Fundstücken, alten Stadtmodellen, Landkarten und kirchlichen Kunstschätzen, anderen liturgischen Gegenständen und religiösen Goldschmiedearbeiten des 17. bis 20. Jahrhunderts. Eine Abteilung mit Malereien wurde im ehemaligen Speisesaal des Klosters eingerichtet und repräsentiert ein bemerkenswertes Beispiel der menorquinischen Architektur und Werke des Meisters Joan Amorós sowie eine Sammlung des in Ciutadella geborenen katalanischen Künstlers Pere Daura mit figurativer und abstrakter Kunst des beginnenden 20. Jahrhunderts. Neben der permanenten Ausstellung werden auch temporäre Werke der zeitgenössischen Kunst gezeigt.
Träger und Verwaltung: Bisbat de Menorca (Bistum von Menorca).